# DLL-инъекция
DLL-инъекция (англ. DLL injection) — в программировании, метод, используемый для запуска кода в адресном пространстве другого процесса, заставляя его загружать динамически подключаемую библиотеку. DLL-инъекции часто используются внешними программами, чтобы повлиять на поведение другой программы так, как её авторы не задумывали и не предполагали. Например, внедрённый код может перехватывать системные вызовы функций или прочитать содержимое текстовых полей пароля, что невозможно сделать обычным способом. Программа, используемая для внедрения произвольного кода в произвольные процессы, называется DLL-инжектором.

## Microsoft Windows
На Microsoft Windows имеется множество способов заставить процесс загрузить код в DLL-библиотеке против воли автора приложения:
- DLL-файлы, указанные в списке системного реестра по ключу HKEY_LOCAL_MACHINE\SOFTWARE\Microsoft\Windows NT\CurrentVersion\Windows\AppInit_DLLs, будут загружаться в каждом процессе, загружающем библиотеку User32.dll при её начальном вызове.[7][8][9]
- DLL-файлы по ключу HKEY_LOCAL_MACHINE\SYSTEM\CurrentControlSet\Control\Session Manager\AppCertDLLs будут загружаться в каждом процессе, которые вызывают функции Windows API CreateProcess, CreateProcessAsUser, CreateProcessWithLogonW, CreateProcessWithTokenW и WinExec. Это один из законных методов DLL-инъекции на Windows 10 при условии, что DLL-файл подписан корректным сертификатом.
- Функции манипуляции процессами, такие как CreateRemoteThread, либо технологии внедрения кода, например AtomBombing[10], которых возможно использовать для внедрения DLL в программу после её запуска.[5][6][11][12][13][14]
- Перехватывающие вызовы Windows, например SetWindowsHookEx.[2][5][6][15][16][17]
- Применение функций SuspendThread или NtSuspendThread, чтобы приостановить все потоки, а также использование функций SetThreadContext или NtSetContextThread, чтобы модифицировать контекст существующих потоков в приложении с целью запустить внедряемый код, который сможет загрузить DLL.[4][18][19]
- Эксплуатация ограничений Windows и приложений, вызывающих LoadLibrary или LoadLibraryEx без указания пути к загружаемой DLL.[20][21][22]
- Оперирование прослойками системного уровня.
- Подмена одного из зависимых DLL-файлов приложения на поддельный, который содержит те же экспортированные объекты, что и оригинал.[23]

## Unix-подобные операционные системы
На Unix-подобных операционных системах, с помощью динамического линковщика, основанном на ld.so (на BSD) и на ld-linux.so (на Linux), можно подгружать произвольные библиотеки в новый процесс, указав путь к библиотеке с помощью переменной среды LD_PRELOAD, которую можно как назначить глобально, так и назначить конкретному процессу индивидуально.

Например, на Linux-системе, данная команда запускает процесс "prog" вместе с разделяемой библиотекой "test.so", сопоставленной в него во время запуска:
```
LD_PRELOAD
=
"./test.so"
 
prog

```

Такие библиотеки создаются тем же способом, что и разделяемые объекты. Библиотека имеет доступ к внешним символам, указанным в программе, как и любая другая библиотека.

На macOS, данная команда запускает процесс "prog" вместе с разделяемой библиотекой "test.dylib", сопоставленной в него во время запуска:
```
DYLD_INSERT_LIBRARIES
=
"./test.dylib"
 
DYLD_FORCE_FLAT_NAMESPACE
=
1
 
prog

```

В Unix-подобных системах также возможно использовать методы, основанные на отладчиках.

## Пример кода

### Использование API-функции LoadLibrary
Пример функции, представленный ниже, использует метод DLL-инъекции, который эксплуатирует тот факт, что kernel32.dll сопоставлен с тем же адресом, что и почти все процессы. Поэтому, LoadLibrary (которая является функцией из kernel32.dll) также сопоставлена с тем же адресом. LoadLibrary также подходит для процедуры запуска потока, необходимой для CreateRemoteThread.
```
#include
 
<windows.h>

HANDLE
 
inject_DLL
(
const
 
char
*
 
file_name
,
 
int
 
PID
)

{

    
HANDLE
 
h_process
,
 
h_rThread
;

    
char
 
fullDLLPath
[
_MAX_PATH
];

    
LPVOID
 
DLLPath_addr
,
 
LoadLib_addr
;

    
DWORD
 
exit_code
;

    
/* Извлечение handle-идентификатора целевого процесса */

    
h_process
 
=
 
OpenProcess
(
PROCESS_ALL_ACCESS
,
 
FALSE
,
 
PID
);

    
/* Получение полного пути к DLL-файлу */

    
GetFullPathName
(
file_name
,
 
_MAX_PATH
,
 
fullDLLPath
,
 
NULL
);

    
/* Выделение памяти в целевом процессе */

    
DLLPath_addr
 
=
 
VirtualAllocEx
(
h_process
,
 
NULL
,
 
_MAX_PATH
,

                                  
MEM_COMMIT
 
|
 
MEM_RESERVE
,
 
PAGE_READWRITE
);

    
/* Запись пути к DLL-файлу в недавно созданный блок памяти */

    
WriteProcessMemory
(
h_process
,
 
DLLPath_addr
,
 
fullDLLPath
,

                       
strlen
(
fullDLLPath
),
 
NULL
);

    
/* Получение адреса LoadLibraryA (такой же для всех процессов), чтобы начать его запуск */

    
LoadLib_addr
 
=
 
GetProcAddress
(
GetModuleHandle
(
"Kernel32"
),
 
"LoadLibraryA"
);

    
/* Запуск удалённого потока в LoadLibraryA, и проброс пути к DLL в качестве аргумента */

    
h_rThread
 
=
 
CreateRemoteThread
(
h_process
,
 
NULL
,
 
0
,
 

                                  
(
LPTHREAD_START_ROUTINE
)
LoadLib_addr
,
 
DLLPath_addr
,
 
0
,
 
NULL
);

    
/* Ожидание его завершения */

    
WaitForSingleObject
(
h_rThread
,
 
INFINITE
);

    
/* Получение кода завершения (то есть, значение handle, возвращённый вызовом LoadLibraryA */

    
GetExitCodeThread
(
h_rThread
,
 
&
exit_code
);

/* Освобождение носителя внедрённого потока. */

    
CloseHandle
(
h_rThread
);

    
/* А также память, выделенная для пути к DLL */

    
VirtualFreeEx
(
h_process
,
 
DLLPath_addr
,
 
0
,
 
MEM_RELEASE
);

    
/* А также handle-иднетификатор целевого процесса */

    
CloseHandle
(
h_process
);

    
return
 
(
HANDLE
)
exit_code
;

}

```